# Gefecht bei Boz Qandahari
Das Gefecht bei Boz Qandahari fand am 3. November 2016 im Dorf Boz Qandahari am nördlichen Stadtrand von Kundus zwischen afghanischen Spezialkräften, begleitet durch eine US-Spezialeinheit, und Taliban-Kämpfern statt.

## Hintergrund

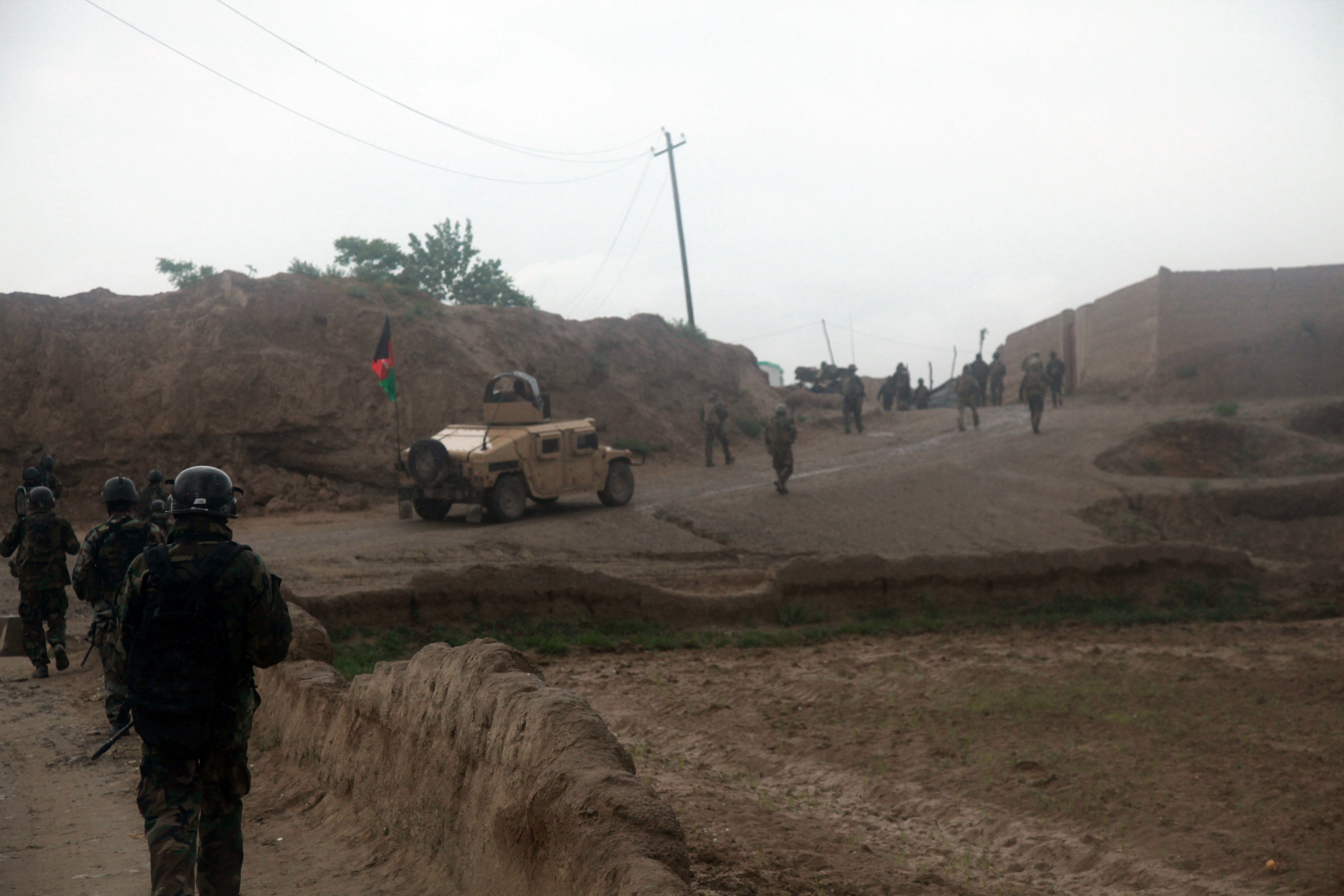
Eine afghanische Einheit durchsucht das Dorf Boz Qandahari, Afghanistan im Jahr 2012.

Die Provinz Kundus in Nordafghanistan ist seit mehreren Jahren hart umkämpft zwischen der afghanischen Regierung und den Taliban. Die gleichnamige Stadt Kundus fiel 2015 und 2016 zweimal in die Hände der Taliban und musste durch afghanische Sicherheitskräfte jeweils zurückerobert werden. Bis heute ist die Lage in der Region gekennzeichnet durch Bombenanschläge, Hinterhalte, Entführungen und Raketen-/Mörserbeschuss. Die Umgebung der Stadt Kundus ist seit 2016 in den Händen der Taliban. Die Stadt wird durch ein starkes Verteidigungssystem der afghanischen Armee und Polizei gesichert. Das Gefecht bei Boz Qandahari fand einen Monat nach der kurzzeitigen Eroberung von Kundus durch die Taliban statt. Es war ein Resultat der verstärkten, offensiven Bemühungen der afghanischen Regierung, die Umgebung der Stadt zu stabilisieren und Gebiete der Taliban zurückzuerobern.

## Gefecht

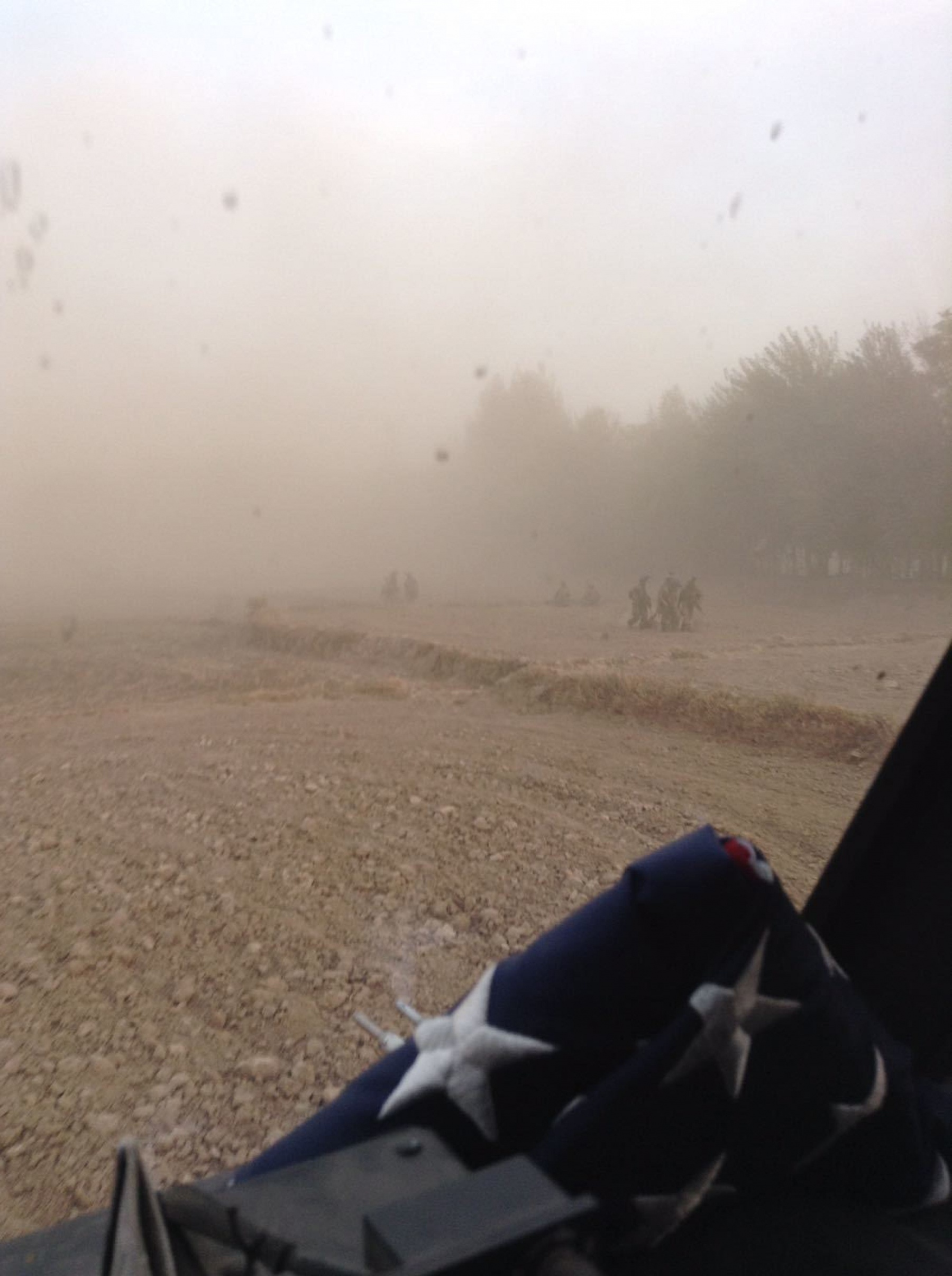
Green Berets der 10th Special Forces Group (Airborne) und ihre afghanischen Partner transportieren verwundete Soldaten zu einem Hubschrauber während der Kämpfe in Boz Qandahari, Afghanistan am 3. November 2016.

Das Gefecht begann während einer gemischten afghanisch-amerikanischen Zugriffsoperation nördlich von Kundus. Ziel dieser Operation war es, Aktivitäten der Taliban zu unterbinden, Führer der Aufständischen zu finden und deren Positionen anzugreifen. Afghanischen Quellen zufolge, sollte Mullah Zia al-Rahman Mutaqi, ein ranghoher Taliban, gefunden werden, der mit seinem Stellvertreter (Mullah Zamir) an einem Taliban-Treffen in Boz Qandahari teilnehmen sollte.
Die Afghanische Nationalarmee gab später an, dass das amerikanische Operational Detachment-Alpha (ODA) 0224 mit 14 Spezialkräften involviert war, dass die Operation geplant hatte, nachdem nachrichtendienstliche Erkenntnisse einen erneuten Großangriff der Taliban prognostizierten. Boz Qandahari sollte dabei den Taliban als Sammelraum dienen, um Kundus von Norden her anzugreifen. Nachdem die afghanisch-amerikanische Einheit in der Nacht vom 2. auf den 3. November 2016 mit Hubschraubern in der Nähe der Ortschaft gelandet war und das Dorf durchkämmt hatte, kam es zu einem Feuergefecht mit Taliban. Dadurch wurden Afghanen und Amerikaner in eine Sackgasse innerhalb des Dorfes gezwungen und von mehreren Seiten beschossen. Daraufhin forderte ein Forward Air Controller der amerikanischen Luftwaffe mehrere Luftangriffe an, um die angreifenden Taliban zu bekämpfen. Ein Sprecher des amerikanischen Militärs in Afghanistan bestätigte, dass alliierte Einheiten Luftunterstützung durch Lockheed C-130 Hercules und AH-64 Apache Kampfhubschrauber. Zwei amerikanische Soldaten - ODA-Team Leader Major Andrew D. Byers und Sergeant First Class Ryan Gloyer - und drei afghanische Spezialkräfte starben bei den Kampfhandlungen. Durch den massiven Einsatz von Luftangriffen kam es zudem zu einer großen Anzahl an zivilen Opfern im Dorf.

## Nachwirkungen

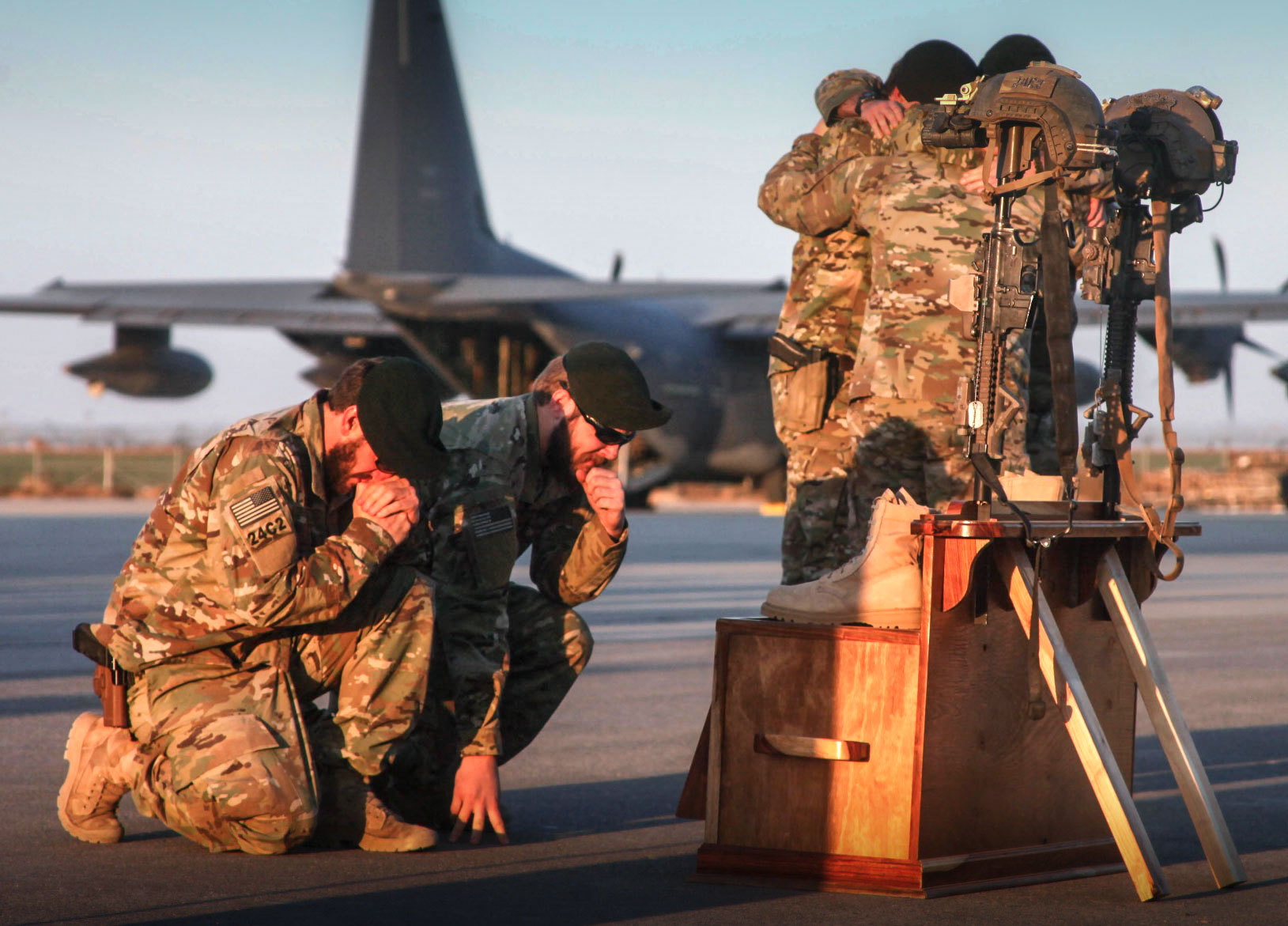
Amerikanische Spezialkräfte der 10th Special Forces Group (Airborne) gedenken zwei gefallener Kameraden auf dem Flugplatz von Kundus am 7. November 2016. Major Andrew Byers, der Team Leader und Sergeant First Class Ryan Gloyer, ein Nachrichtenspezialist, wurden während des Gefechts bei Boz Qandahari, Afghanistan am 2./3. November 2016 getötet.

Am 5. November 2016 verkündete der Befehlshaber der Resolute Support Mission in Afghanistan General John W. Nicholson Jr. in einer Stellungnahme, dass amerikanische Einheiten für die zivilen Opfer verantwortlichen seien. Er kündigte daraufhin eine Untersuchung an. Sprecher des afghanischen Präsidenten Ashraf Ghani erklärten hingegen, dass die Taliban für die zivilen Opfer verantwortlich seien.
Eine NATO-Untersuchung bezifferte die Zahl der getöteten Zivilisten später auf 33. Zudem seien 27 Zivilisten verletzt und 26 Taliban getötet worden.